# ديريك موني
ديريك موني (بالإنجليزية: Derek Mooney)‏ هو مقدم تلفزيوني أيرلندي، ولد في 4 مارس 1967 في دبلن في جمهورية أيرلندا.